# Williams FW12
Der Williams FW12 war ein Formel-1-Rennwagen des britischen Motorsportteams Williams, der in der Saison 1988 an den Start ging. Der FW12 war ein Interimsmodell. Mit ihm deckte Williams eine einjährige Lücke ab, die zwischen dem Ende der Motorenpartnerschaft mit Honda 1987 und dem Beginn der langjährigen Allianz mit Renault 1989 bestand. Das von einem Judd-Saugmotor angetriebene Auto war in einer Saison, in der letztmals leistungsstarke Turbomotoren zugelassen waren, nicht siegfähig; die besten Ergebnisse waren zwei zweite Plätze. Für die Aufnahme eines Renault-Motors baute Williams ein Testfahrzeug mit der Bezeichnung FW12B. Das darauf aufbauende Einsatzfahrzeug, das in wesentlichen Details weiterentwickelt worden war, erschien in der Saison 1989 als Williams FW12C.

## Entstehungsgeschichte
Der 1977 gegründete Rennstall Williams Grand Prix Engineering war Frank Williams’ zweiter Versuch, mit einem eigenen Team in der Formel 1 Fuß zu fassen. Nach einem schwachen Anfang mit Kundenchassis von March ging das neue Williams-Team ab 1978 mit eigenen Autos an den Start, deren Konstruktion Patrick Head verantwortete. Mit erheblicher finanzieller Unterstützung durch saudi-arabische Sponsoren gelang es Williams in sehr kurzer Zeit, zu einem Spitzenteam zu werden: Auf den ersten Sieg 1979 (Clay Regazzoni) folgte 1980 der erste Gewinn der Konstrukteurs- und Fahrermeisterschaft (Alan Jones). Ab 1984 hatte Williams eine exklusive Motorenpartnerschaft mit Honda, durch die das Team zur stärksten Kraft in der sogenannten Turboära wurde: 1986 und 1987 gingen die Konstrukteursmeisterschaften jeweils an Williams, 1987 auch der Fahrertitel (Nelson Piquet). Ungeachtet dieses Erfolgs löste Honda zum Ende der Saison 1987 – ein Jahr vor dem regulären Vertragsende – die Verbindung mit Williams. Maßgeblicher Grund war Frank Williams’ Querschnittlähmung, die die Folge eines Autounfalls vom März 1986 war: Honda traute dem auf einen Rollstuhl angewiesenen Williams die dauerhaft erfolgreiche Führung des Rennstalls nicht zu und wechselte für die Saison 1988 zu dem von Ron Dennis geführten Konkurrenzteam McLaren, das 1988 mit Hondas Turbomotoren mit einer Ausnahme alle Weltmeisterschaftsläufe gewann.
Die Saison 1988 leitete einen Umbruch ein: Zum letzten Mal waren aufgeladene Motoren zulässig; ab 1989 schrieb das Reglement zwingend die Verwendung von Saugmotoren vor. Für die Zeit nach 1988 gelang es Williams, einen Vertrag mit Renault über die zunächst exklusive Lieferung eines Zehnzylinder-Saugmotors zu schließen. Weil diese Konstruktion 1988 aber noch nicht einsatzbereit war, benötigte Williams für eine Saison eine Übergangslösung. Da konkurrenzfähige aufgeladene Kundenmotoren nicht verfügbar waren, kam für Williams nur ein Saugmotor in Betracht, auch wenn damit zwangsläufig Abstriche in der Konkurrenzfähigkeit verbunden waren. Statt des weit verbreiteten Cosworth DFZ, der bloß eine Weiterentwicklung des 1968 vorgestellten Cosworth DFV war, wählte Williams einen neu konstruierten Achtzylinder-Saugmotor von Engine Developments, die unter dem Markennamen Judd (in Anlehnung an den Konstrukteur John Judd) auf den Markt gebracht wurden. Der Motor war wesentlich von Leyton House finanziert worden, dem Sponsor des March-Werksteams, das nach längerer Pause seit 1987 wieder in der Formel 1 vertreten war. Im Laufe der Saison 1988 beteiligte sich auch Williams an den Kosten der Weiterentwicklung. Neben Williams und March nutzte auch die Équipe Ligier Judds Motor.
Für den Judd-CV-Motor konstruierte Williams den neuen FW12. Er war kein Erfolg. Williams belegte mit ihm Rang sieben der Konstrukteursmeisterschaft, den schlechtesten Platz seit 1978. Abgesehen von Osella und Zakspeed belegten sämtliche Turbo-Teams in der Konstrukteurswertung Ränge vor Williams; selbst das mit dem gleichen Motor antretende March-Team hatte zwei Weltmeisterschaftspunkte mehr als Williams.
Für die ersten Testfahrten mit Renaults Zehnzylindermotor wurde ein FW12 zum FW12B umgebaut; in der ersten Hälfte der Saison 1989 ging Williams dann mit einem als FW12C bezeichneten Interimsmodell an den Start, bevor im September 1989 schließlich der unmittelbar auf den Renault-Motor zugeschnittene FW13 debütierte.

## Konstruktion
Der Williams FW12 wurde unter der Leitung von Patrick Head und Frank Dernie konstruiert.
Das Monocoque des Williams FW12 bestand aus kohlenstofffaserverstärktem Kunststoff. Details der Karosserie wurden im Laufe des Jahres mehrfach überarbeitet. Das betraf insbesondere die Seitenkästen, die an die hohe Hitzeentwicklung des Judd-Motors angepasst werden mussten.
In der ursprünglichen Fassung hatte das Auto vorn und hinten eine aktive Radaufhängung, die bereits im Vorjahr beim FW11B verwendet und für den FW12 weiterentwickelt worden war. Die von Williams als Reactive Suspension bezeichnete Konstruktion funktionierte nur schlecht. Sie galt als unberechenbar. Nigel Mansell, Williams’ Nummer-1-Fahrer, beschrieb sie als ein System, das die „bösartige Eigenschaft hat, uns Fahrer zu überraschen“. In der Nacht von Freitag auf Samstag vor dem Großen Preis von Großbritannien rüstete Williams die FW12 auf eine konventionelle Aufhängung mit Doppelquerlenkerachsen vorn und hinten um. Daraufhin verbesserte sich das Fahrverhalten deutlich. Im Laufe der zweiten Saisonhälfte änderte Williams wiederholte Details der Aufhängung.
Der Williams FW12 hatte Judd-CV-Achtzylindermotoren, die in dieser Saison in der Formel 1 debütierten. Der CV basierte auf dem Formel-3000-Motor, den Judd 1985 für Honda konstruiert hatte. Er leistete etwa 600 bhp (447 kW; 608 PS) und war damit geringfügig stärker als Cosworths DFZ-Motor. Der Cosworth DFR, der 1988 zunächst an Benetton ging und danach schrittweise auch anderen Teams zur Verfügung gestellt wurde, kam im Hinblick auf die Leistung an den Judd CV heran. Die Kraftübertragung übernahm ein von Williams konstruiertes Sechsganggetriebe, das vor der Hinterachse quer eingebaut war.
Die Gesamtmasse des Autos lag unter dem geforderten Mindestgewicht, sodass Williams an geeigneten Stellen Ballast im Auto verteilen musste, um das Limit von 500 kg zu erreichen.

## Lackierung und Sponsoren
Der Williams FW12 war wie schon seine Vorgänger in Weiß, Gelb und Blau lackiert. Hauptsponsoren waren der japanische Kamerahersteller Canon und das Mineralölunternehmen Mobil; weitere Sponsoren waren das Chemieunternehmen ICI und die von ihm vertriebene Kunstfaser-Marke Tactel.

## Fahrer
Stammfahrer des Williams-Teams waren 1988 Nigel Mansell, der bereits im Jahr vorher für den Rennstall gefahren war, sowie Riccardo Patrese; er kam beim letzten Rennen des Jahres 1987 zu Williams. Als sich Mansell im Spätsommer 1988 eine Windpockeninfektion zugezogen hatte und zwei Rennen aussetzen musste, übernahmen Martin Brundle (Belgien) bzw. Jean-Louis Schlesser (Italien) ersatzweise sein Cockpit.

## Die einzelnen Chassis
Williams baute im Laufe der Saison 1988 insgesamt fünf FW12-Chassis, von denen aber nur drei bei Weltmeisterschaftsläufen an den Start gingen:
- Chassis FW12/1 war überwiegend das Einsatzauto Mansells und der Ersatzfahrer Brundle und Schlesser.
- Chassis FW12/2 fuhr Patrese vom Saisonbeginn bis zum Großen Preis von Frankreich; bei den letzten beiden Saisonrennen ging Mansell im FW12/2 an den Start.
- Chassis FW12/3 fuhr Mansell in den USA und in Frankreich, danach übernahm Patrese den Wagen für den Rest der Saison.
- Die Chassis FW 12/4 und FW12/5 waren Ersatzfahrzeuge, die zu keinem Großen Preis eingesetzt wurden.

## Renngeschichte
Der Williams FW12 war das schnellste Saugmotorauto des Jahres 1988, andererseits aber unzuverlässig. Sowohl das aktive Fahrwerk als auch der Judd-Motor waren defektanfällig. Insbesondere Mansell war in der Saison 1988 mit dem Auto, aber auch mit dem Team zunehmend unzufrieden. Er sah keine Möglichkeit mehr, sein Ziel, eine Fahrerweltmeisterschaft zu gewinnen, mit Williams zu erreichen. Im Sommer 1988 ließ er sich deshalb für die kommende Saison von der Scuderia Ferrari verpflichten. Mansell war der letzte Pilot, den Enzo Ferrari persönlich unter Vertrag nahm. In der Folgezeit entfremdeten sich Williams und Mansell zunehmend, was sich unter anderem darin ausdrückte, dass das Team ihm für die letzten beiden Saisonrennen nur das älteste Chassis zur Verfügung stellte.
Die Qualifikationsergebnisse waren über das Jahr gesehen uneinheitlich. Einerseits erreichte Mansell zwei zweite und zwei dritte Startplätze (Brasilien und Ungarn bzw. Spanien und Australien), andererseits kam er bei einigen Rennen nicht über einen zehnten oder elften Startplatz hinaus. Patreses beste Qualifikationsergebnisse reichten viermal für den sechsten Startplatz (San Marino, Monaco, Ungarn und Australien).
Mansell kam bei 14 Starts nur zweimal – in Großbritannien und in Spanien – ins Ziel; in beiden Fällen erreichte er den zweiten Platz. Bei allen übrigen Rennen fiel er vor Rennende aus. Viermal erlitt er einen Motorschaden (Brasilien, San Marino, Mexiko und Kanada), in Frankreich beendete er das Rennen nach einem Aufhängungsdefekt vorzeitig. Hinzu kamen durch Fahrfehler bedingte Ausfälle in Monaco, Deutschland, Portugal, Japan und Australien.
Patrese punktete regelmäßiger: Er kam fünfmal in den Punkterängen ins Ziel, wobei der vierte Platz in Australien sein bestes Ergebnis war. Achtmal fiel Patrese aus.

## Ergebnisse
| Fahrer          | Nr.  | 1   | 2   | 3   | 4   | 5   | 6   | 7   | 8 | 9   | 10  | 11  | 12 | 13  | 14 | 15  | 16  | Punkte | Rang |
| --------------- | ---- | --- | --- | --- | --- | --- | --- | --- | - | --- | --- | --- | -- | --- | -- | --- | --- | ------ | ---- |
| 1988            | 1988 |     |     |     |     |     |     |     |   |     |     |     |    |     |    |     |     | 20     | 7    |
| N. Mansell      | 5    | DNF | DNF | DNF | DNF | DNF | DNF | DNF | 2 | DNF | DNF |     |    | DNF | 2  | DNF | DNF | 20     | 7    |
| M. Brundle      | 5    |     |     |     |     |     |     |     |   |     |     | 7   |    |     |    |     |     | 20     | 7    |
| J.-L. Schlesser | 5    |     |     |     |     |     |     |     |   |     |     |     | 11 |     |    |     |     | 20     | 7    |
| R. Patrese      | 6    | DNF | 13  | 6   | DNF | DNF | DNF | DNF | 8 | DNF | 6   | DNF | 7  | DNF | 5  | 6   | 4   | 20     | 7    |